# Ferrari F2002
El Ferrari F2002 va ser un cotxe de Formula 1 dissenyat per Scuderia Ferrari i pilotat per Michael Schumacher i Rubens Barrichello durant la temporada 2002 de Fórmula 1 i part de la temporada 2003 de Formula 1. El cotxe es va estrenar al Gran Premi de Brasil de 2002 i va ésser substituït pel Ferrari F2003 al Gran Premi d’Espanya de 2003.
Amb aquest cotxe, Schumacher va guanyar el seu cinquè campionat del món de pilots de F1 i Ferrari, el seu dotzè campionat mundial de constructors.

## Disseny
El Ferrari F2002 va ser dissenyat per Ross Brawn, Rory Byrne i Nicolas Tombaziscom a directors principals. El Ferrari F2002 busca baixar el centre de gravetat per a deixar que els enginyers de cursa poguessin moure la ballesta en cas de necessitar-ho. Té unes suspensions independents amb molles de torsió activades per vareta d'empenta. També busca baixar el centre de gravetat per a generar fins a 25 kg més força aerodinàmica. En l’apartat d’aerodinàmica, els pods laterals són molt més baixos, una novetat per a l’època.
En l’apartat d'unitat de potència, Ferrari va dissenyar el motor tipus 051, un motor de 10 cilindres en V, que dona màxima potència a fins a 17.500 rpm i una caixa de canvis semiautomàtica de 7 marxes i marxa enrere. Els cotxes estan equipats amb pneumàtics Bridgestone.

## Resultats
El Ferrari F2002 va demostrar immediatament un gran potencial, al batre el rècord de pista de Maranello, Itàlia per més d’un segon en la seva primera rodada. Schumacher el va estrenar al gran premi de Brasil de 2002 amb una victòria. Barrichello però, va haver d’esperar una cursa més fins a poder-lo estrenar amb una segona posició . El cotxe però, va demostrar un gran rendiment en les mans dels dos pilots. De les 19 curses que va fer el cotxe, en va guanyar 15, amb 28 podis i 11 poles.
Resultats complets
| Pilot       | Cotxe | AUS | MYS | BRA | ESP | AUT | MON | CAN | EUR | GBR | FRA | GER | HUN | BEL | ITA | USA | JPN | Posició | Punts |
| ----------- | ----- | --- | --- | --- | --- | --- | --- | --- | --- | --- | --- | --- | --- | --- | --- | --- | --- | ------- | ----- |
| Schumacher  | 1     |     |     | 1   | 1   | 1   | 2   | 1   | 2   | 1   | 1   | 1   | 2   | 1   | 2   | 2   | 1   | 1       | 144   |
| Barrichello | 2     |     |     |     | DNS | 2   | 7   | 3   | 1   | 2   | DNS | 4   | 1   | 2   | 1   | 1   | 2   | 2       | 77    |

| Pilot       | Cotxe | AUS | MYS | SMR | ESP | MON | CAN | EUR | FRA | GBR | GER | HUN | ITA | USA | JPN | Posició | Punts |
| ----------- | ----- | --- | --- | --- | --- | --- | --- | --- | --- | --- | --- | --- | --- | --- | --- | ------- | ----- |
| Schumacher  | 1     | 4   | 6   | 1   |     |     |     |     |     |     |     |     |     |     |     | 1       | 93    |
| Barrichello | 2     | Ret | 2   | 3   |     |     |     |     |     |     |     |     |     |     |     | 4       | 65    |

Fonts: